# Marina Georgieva
Marina Georgieva (født 13. april 1997) er en kvindelig østrigsk fodboldspiller, der spiller forsvar for tyske i SC Sand i 1. Frauen-Bundesliga og Østrigs kvindefodboldlandshold.
Georgieva var med til nå semifinalen ved EM i fodbold 2017 i Holland, sammen med resten af det østrigske landshold. Hun blev også udtaget til landstræner Irene Fuhrmanns officielle trup mod EM i fodbold for kvinder 2022 i England.
Hun begyndte sin fodboldkarriere i FK Hainburg. I 2012 skiftede hun så til ligaklubben SKN St. Pölten i ÖFB-Frauenliga. I St. Pölten vandt hun det østrigske mesterskab i 2015 og 2016 samt den østrigske pokalturnering tre gange.